# Lista över svenska torpedbåtar
Följande lista över svenska torpedbåtar innehåller alla torpedbåtar som tillhörde svenska flottan mellan 1874 och 2005.

## Stångtorpedbåtar

### Skrik-klass
- Skrik (1874)

### N:o 3-klass
- Minbåt N:o 3 (1878)
- Minbåt N:o 4 (1879)
- Minbåt N:o 5 (1879)
- Minbåt N:o 6 (1879)
- Minbåt N:o 7 (1879)

## 1:a klass torpedbåtar

### Hugin-klass
- Hugin (1884)

### Munin-klass
- Munin (1886)
- Freke (1886)
- Gere (1887)

### Gondul-klass
- Gondul (1894)
- Gudur (1894)

### Komet-klass
- Komet (1896)

### Blixt-klass
- Blixt (1898)
- Meteor (1898)
- Stjerna (1899)
- Orkan (1900)
- Bris (1900)
- Vind (1900)
- Virgo (1902)
- Mira (1902)
- Orion (1903)
- Sirius (1903)
- Kapella (1904)

### Plejad-klass
- Plejad (1905)

### Iris-klass
- Iris (1908)
- Thetis (1908)
- Spica (1908)
- Astrea (1909)
- Antares (1909)
- Arcturus (1909)
- Altair (1909)
- Argo (1909)
- Polaris (1909)
- Perseus (1910)
- Regulus (1910)
- Rigel (1910)
- Castor (1909)
- Pollux (1909)
- Vega (1910)
- Vesta (1910)

## 2:a klass torpedbåtar

### Rolf-klass
- Rolf (1880)

### Seid-klass
- Sied (1882)
- Galdr (1885)
- Narf (1886)
- Nörve (1886)

### Bygve-klass
- Bygve (1888)
- Bylgia (1888)

### Agda-klass
- Agda (1891)
- Agne (1891)

### N:o 79-klass
- N:o 79 (1902)
- N:o 81 (1902)
- N:o 83 (1903)
- N:o 85 (1903)

### N:r 5-klass
- N:r 5 (1907)
- N:r 6 (1907)
- N:r 7 (1906)
- N:r 8 (1907)
- N:r 9 (1907)
- N:r 10 (1909)
- N:r 11 (1909)
- N:r 12 (1907)
- N:r 14 (1907)
- N:r 15 (1908)

## Torped- och robotbåtar
Efter andra världskriget byggdes en serie nya torpedbåtar. Samtliga av dessa fartyg tilldelades på 1970-talet nummer med bokstaven "T" för torpedbåt. På 1980-talet byggdes en del av fartygen om till robotbåtar varför bokstaven i numret ändrades till "R" för robotbåt.

### Perseus-klass
- HMS Perseus (T101)

### Plejad-klass
- HMS Plejad (T102)
- HMS Polaris (T103)
- HMS Pollux (T104)
- HMS Regulus (T105)
- HMS Rigel (T106)
- HMS Aldebaran (T107)
- HMS Altair (T108)
- HMS Antares (T109)
- HMS Arcturus (T110)
- HMS Argo (T111)
- HMS Astrea (T112)

### Spica-klass
- HMS Spica (T121)
- HMS Sirius (T122)
- HMS Capella (T123)
- HMS Castor (T124)
- HMS Vega (T125)
- HMS Virgo (T126)

### Norrköping-klass
- HMS Norrköping T131
- HMS Nynäshamn T132
- HMS Norrtälje T133
- HMS Varberg T134
- HMS Västerås T135
- HMS Västervik T136
- HMS Umeå T137
- HMS Piteå T138
- HMS Luleå T139
- HMS Halmstad T140
- HMS Strömstad T141
- HMS Ystad T142

### Ystad-klass
- HMS Norrköping R131
- HMS Ystad R142